# Pârâu-Cărbunări
Pârâu-Cărbunări falu Romániában, Erdélyben, Fehér megyében.

## Fekvése
Szászavinc  közelében fekvő település.

## Története
Pârâu-Cărbunari korábban Szászavinc része volt, 1956 körül vált külön 148 lakossal.
1966-ban 112, 1977-ben 67, 1992-ben 45, 2002-ben pedig 34 román lakosa volt.